# کایل استون
کایل استون (انگلیسی: Kyle Stone؛ زاده ۱۸ اکتبر ۱۹۶۳) یک بازیگر پورنوگرافی است.